# Ільїчево (Полєський район)
Ільїчево (рос. Ильичево) — селище Полєського району, Калінінградської області Росії. Входить до складу Саранського сільського поселення.
Населення —  272 особи (2015 рік). 

## Населення
| 1939 | 2002 | 2010 | 2012 | 2013 |
| ---- | ---- | ---- | ---- | ---- |
| 607  | ↘212 | ↗272 | ↗307 | ↘293 |